# Doberman Deka
Doberman Deka (яп. ドーベルマン刑事 до:бэруман дэка, «Полицейский-доберман») — манга в жанре нуар, нарисованная Синдзи Хирамацу по сюжету Буронсона. Манга публиковалась в еженедельном журнале Shonen Jump с 1975 (выпуск 39) по 1979 год (выпуск 48), и составила 29 танкобонов. Позднее манга была переиздана в форматах «айдзобан» и «бункобан» (коллекционный выпуск) в 18 томах. По мотивам Doberman Deka были сняты два художественных фильма и сериал. Один из фильмов был снят режиссёром Киндзи Фукасаку, а главную роль исполнил Санни Тиба.
В 2012—2013 годах вышел сиквел — Shin Doberman Deka (яп. 新ドーベルマン刑事 Син до:бэруман дэка, «Новый полицейский-доберман»). Он публиковался в журнале Weekly Manga Goraku и позже был выпущен в двух томах.

## Сюжет
Главный герой истории, детектив Дзёдзи Кано (яп. 加納 錠治 Кано: Дзё:дзи), работает в специальном отделе преступлений полиции Токио, которое специализируется на наиболее опасных уголовных преступлениях. Кано безразлично, что он и его коллеги критикуются СМИ и обществом. Он не испытывает жалости к преступникам, но испытывает уважение к пожилым людям и мягок с детьми, а также с бывшими преступниками, которые стараются искупить прошлые ошибки.
В начале манги единственными членами Специального подразделения преступлений являются сам Кано и старший офицер Ниситани (яп. 西谷), позднее к ним присоединяются детектив Миятакэ (яп. 宮武), специалист по организованной преступности, переведённый из Осаки; девушка-детектив Мимори (яп. 三森) и американка Джуди Тэрао (яп. ジュディー寺尾 Дзюди: Тэрао).